# Shaye J. D. Cohen
Shaye J. D. Cohen (in ebraico  שייע כהן‎?; 21 ottobre 1948) è uno storico e rabbino statunitense, professore di Letteratura ebraica e Filosofia nel Dipartimento di Lingue e Civiltà Orientali dell'Università di Harvard.
Cohen ha ricevuto un Ph.D. in Storia antica dalla Columbia University nel 1975. È stato inoltre ordinato rabbino e per molti anni Decano della Scuola Superiore e Professore Shenkman di Storia ebraica presso Jewish Theological Seminary in New York. Prima di assumere la sua cattedra a Harvard in luglio 2001, è stato per dieci anni "Professore Samuel Ungerleider" di Studi giudaici e professore di Studi religiosi all'Università Brown. La ricerca di Cohen si concentra sulle relazioni tra ebrei e gentili e tra l'Ebraismo e la cultura circostante. È inoltre un esperto sulle reazioni storiche dell'Ebraismo all'Ellenismo e al Cristianesimo.

## Opere scelte
- Cohen, Shaye J. D., Josephus in Galilee and Rome: His Vita and Development As a Historian, Brill Academic Publishers, 2002. ISBN 978-0-391-04158-5
- Cohen, Shaye J. D., From the Maccabees to the Mishnah, Westminster John Knox Press, 1988. ISBN 0-664-25017-3
- Cohen, Shaye J. D. The Beginnings of Jewishness: Boundaries, Varieties, Uncertainties, University of California Press, 2001. ISBN 0-520-22693-3
- Cohen, Shaye J. D. Why Aren't Jewish Women Circumcised?: Gender and Covenant in Judaism, University of California Press, 2005. ISBN 978-0-520-21250-3
- Cohen, Shaye J. D. The Significance of Yavneh and Other Essays in Jewish Hellenism, Mohr Siebeck, 2010.

| Controllo di autorità | VIAF (EN) 91936794 · ISNI (EN) 0000 0001 0924 5387 · SBN VEAV019758 · BAV 495/82166 · LCCN (EN) n80043091 · GND (DE) 123940915 · BNF (FR) cb120217121 (data) · J9U (EN, HE) 987007259963905171 · NDL (EN, JA) 00464731 |